# Thecla lophis
Thecla lophis är en fjärilsart som beskrevs av Druce 1912. Thecla lophis ingår i släktet Thecla och familjen juvelvingar. Inga underarter finns listade i Catalogue of Life.